# Worldwide Developers Conference

Logo der WWDC

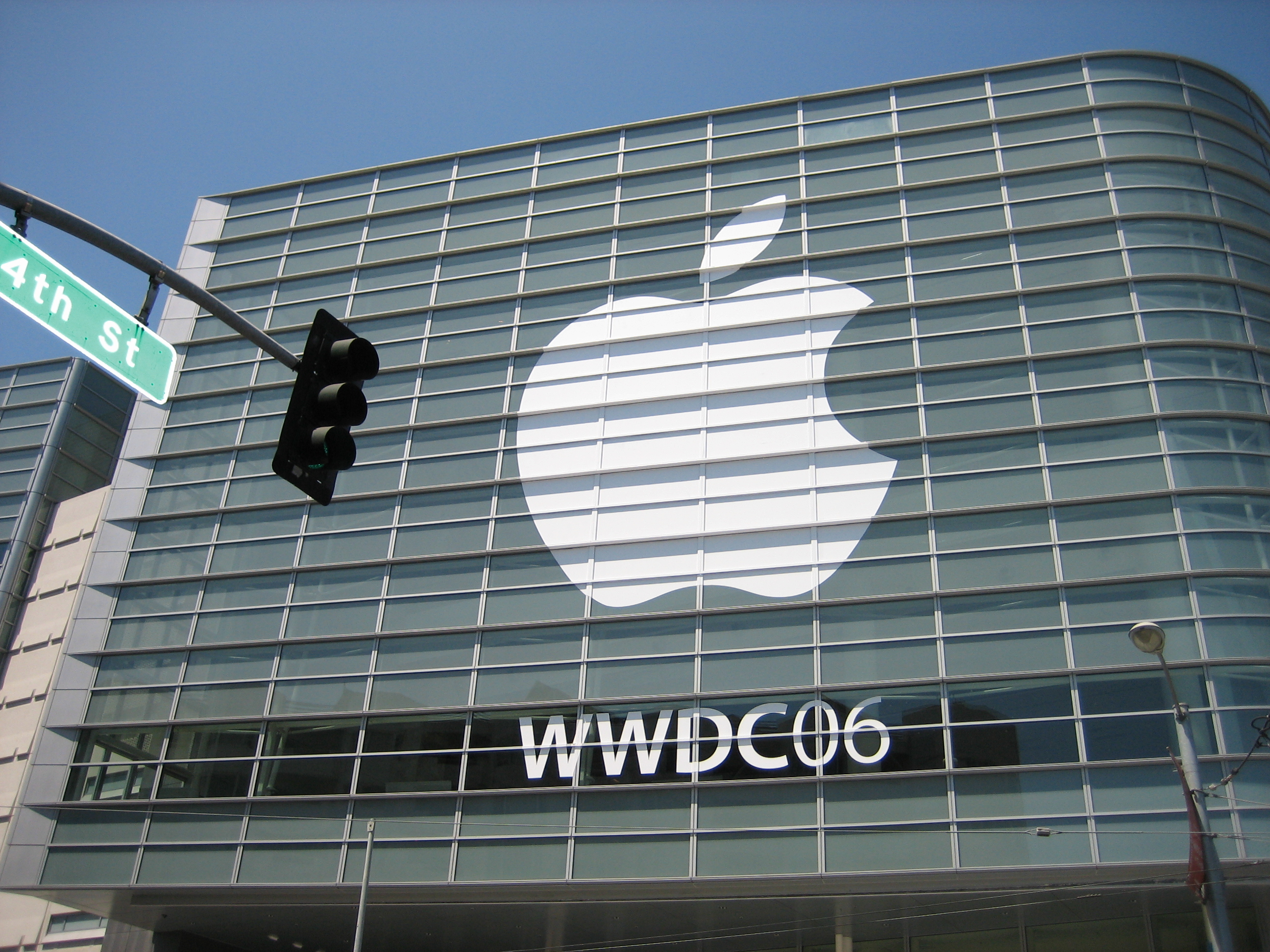
WWDC 2006

Die Worldwide Developers Conference (kurz WWDC; deutsch „weltweite Entwicklerkonferenz“) ist eine jährlich von Apple in Kalifornien in der Agglomeration San Francisco veranstaltete Konferenz, die sich in erster Linie an Software-Entwickler für macOS, iPadOS, iOS sowie auch an die Entwickler von visionOS, watchOS und tvOS richtet, deren größere Updates an jener Konferenz präsentiert werden. Im Gegensatz dazu zielte die 2014 eingestellte Macworld auf Endbenutzer ab.
Die Konferenz beginnt mit einer Keynote, die Apple oft nutzt, um zukünftige Produkte vorzustellen, währenddessen auch Vorträge gehalten werden und Workshops stattfinden.
Die erste WWDC 1983 fand in Monterey statt, danach wechselte der Veranstaltungsort mehrfach, so wurde mehrmals das Moscone Center in San Francisco genutzt, die Keynotes der Jahre 2017–2019 wurden im The McEnery Convention Center in San Jose abgehalten. Alle Teilnehmer müssen eine Vertraulichkeitsvereinbarung (englisch non-disclosure agreement, NDA) unterzeichnen. Das galt bisher auch für die Keynote, die Apple allerdings in manchen Jahren auch live im Web übertragen hat und inzwischen auch einige Stunden später auf seiner Website als Videostream zur Verfügung stellt.
Trotz Teilnahmegebühren von über 1400 Euro und vergleichsweise hohen Hotelkosten in der Agglomeration San Francisco überstieg die Nachfrage nach Tickets zuletzt das Angebot von geschätzten 5000 Plätzen, sodass der Zugang zu Tickets von Apple von 2014 bis 2019 verlost wurde. Apple Fellow Phil Schiller zufolge habe Apple für die Konferenz jährlich $ 50 Millionen aufgewendet. Teilnahmegebühren und -beschränkungen entfielen bei den virtuellen Durchführungen im Rahmen der COVID-19-Pandemie.

## Geschichte

### Orte und Daten der WWDCs
- 1990, San José, 7. Mai – 11. Mai
- 1991, San José, 13. Mai – 17. Mai
- 1992, San José, 11. Mai – 15. Mai
- 1993, San José, 10. Mai – 14. Mai
- 1994, San José, 16. Mai – 20. Mai
- 1995, San José, 8. Mai – 12. Mai
- 1996, San José, 13. Mai – 17. Mai
- 1997, San José, 13. Mai – 16. Mai
- 1998, San José, 11. Mai – 15. Mai
- 1999, San José, 10. Mai – 14. Mai
- 2000, San José, 15. Mai – 19. Mai
- 2001, San José, 21. Mai – 25. Mai
- 2002, San José, 6. Mai – 10. Mai
- 2003, San Francisco, 23. Juni – 27. Juni
- 2004, San Francisco, 28. Juni – 2. Juli
- 2005, San Francisco, 6. Juni – 10. Juni
- 2006, San Francisco, 7. Juni – 11. Juni
- 2007, San Francisco, 11. Juni – 15. Juni
- 2008, San Francisco, Moscone Center, 9. Juni – 13. Juni
- 2009, San Francisco, Moscone Center, 8. Juni – 12. Juni
- 2010, San Francisco, Moscone Center, 7. Juni – 11. Juni
- 2011, San Francisco, Moscone Center, 6. Juni – 10. Juni
- 2012, San Francisco, Moscone Center, 11. Juni – 15. Juni
- 2013, San Francisco, Moscone Center, 10. Juni – 14. Juni
- 2014, San Francisco, Moscone Center, 2. Juni – 6. Juni[4]
- 2015, San Francisco, Moscone Center, 8. Juni – 12. Juni
- 2016, San Francisco, Moscone Center, 13. Juni – 17. Juni
- 2017, San José, 5. Juni – 9. Juni
- 2018, San José, 4. Juni – 8. Juni
- 2019, San José, 3. Juni – 7. Juni
- 2020, virtuell aus dem Apple Park, 22. Juni – 26. Juni
- 2021, virtuell aus dem Apple Park, 7. Juni – 11. Juni
- 2022, virtuell aus dem Apple Park, 6. Juni – 10. Juni
- 2023, Apple Park, 5. Juni – 9. Juni
- 2024, Apple Park, 10. Juni – 14. Juni
- 2025, Apple Park, 9. Juni – 13. Juni

### WWDC 2001
Die WWDC 2001 hatte über 4000 Besucher. Zur Einführung von Mac OS X wurden Lederjacken mit einem großen blauen „X“ auf der Rückseite an die Entwickler verteilt.

### WWDC 2003
Zu dieser WWDC erschienen etwa 2990 Besucher. In der Keynote zu Beginn wurde der PowerMac G5 vorgestellt und eine Vorschau auf Mac OS X Panther gezeigt. Die Besucher bekamen eine Apple-iSight-Webcam geschenkt. Bühnengäste waren Dr. John E. Kelly III., IBM, Greg Gilley, Adobe Inc., Theo Gray, Wolfram Research, Gerhard Lengeling, Emagic und Brad Peebler, Luxology.

### WWDC 2004
Etwa 3500 Entwickler nahmen teil. Es wurden neue Cinema Displays in 20″-, 23″- und 30″-Widescreen vorgestellt. Es gab eine Vorschau auf Mac OS X Tiger. Alle Besucher bekamen eine Entwicklerversion von Tiger, ein einfaches T-Shirt mit dem Apple-Logo auf der Vorder- und „WWDC 2004“ auf der Rückseite, einen Rucksack, in den ein 17″-Powerbook passt, und ein Exemplar von Apple Remote Desktop 2.0.
Bühnengäste:
- Bob Bennet, Alias
- Karen Conroe, Ubisoft
- Daniel Haver, Native Instruments
- Aran Anderson, Analytic System Design

### WWDC 2005

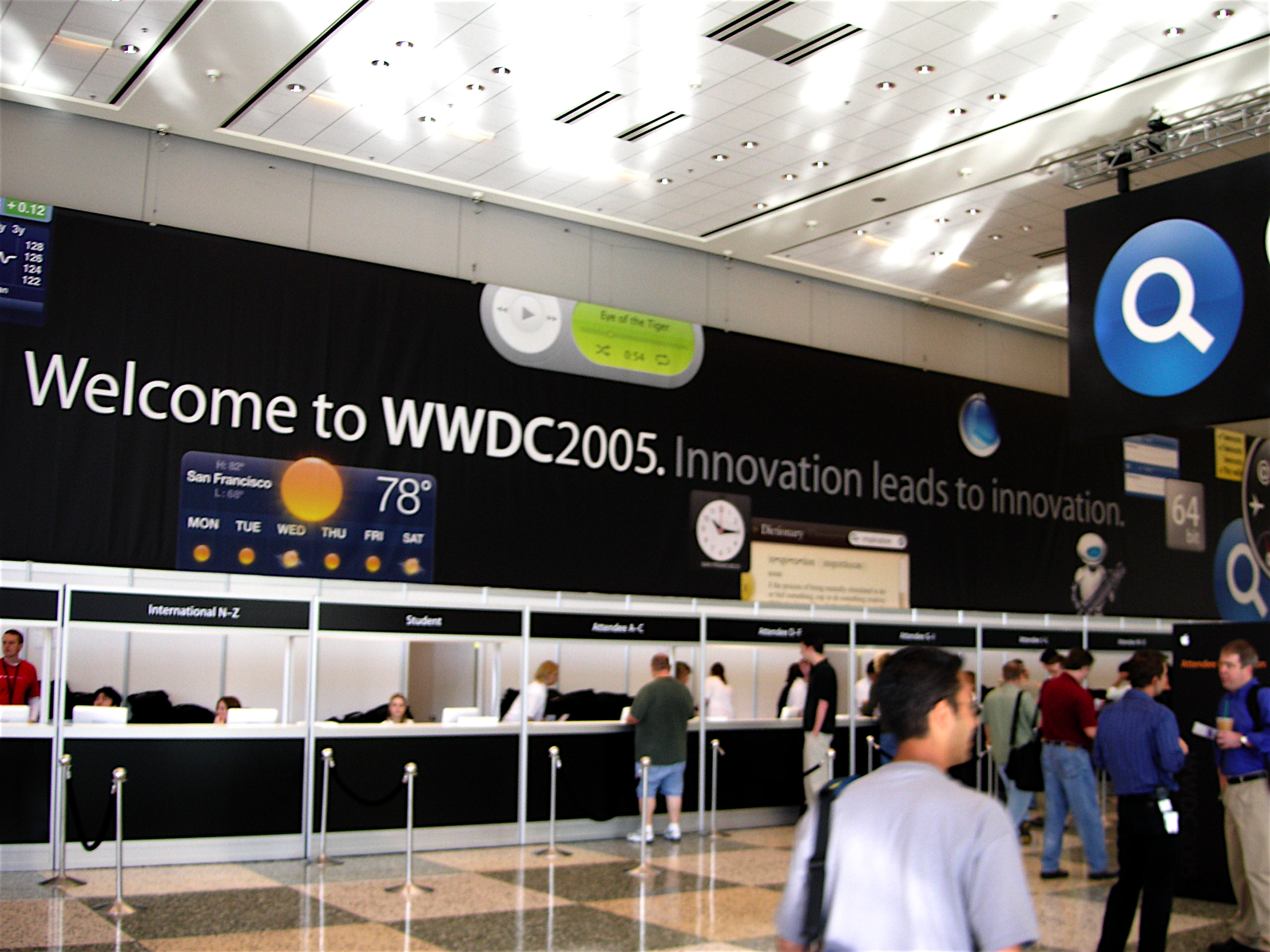
Eingangshalle im Moscone Center, San Francisco

3800 Entwickler aus 45 Ländern nahmen teil. Es gab 110 „lab sessions“, 95 Vorträge und mehr als 500 Apple-Entwickler waren vor Ort.
Der größte Teil der Veranstaltung beschäftigte sich mit Apples Umstieg auf Intel-Prozessoren und die x86-Plattform. Es kamen mehrere Entwickler auf die Bühne, die ihre Erfahrungen mit der Umstellung ihrer Software schilderten oder die Erweiterung ihrer Programme um Intel-Kompatibilität ankündigten. Unter den Sprechern war auch Paul Otellini, CEO von Intel.
Bühnengäste:
- Theo Gray, Wolfram Research
- Roz Ho, Microsoft
- Bruce Chizen, Adobe Inc.
- Paul Otellini, Intel

### WWDC 2006
4200 Entwickler aus 48 Ländern besuchten die Veranstaltung, was sie zur bis dahin größten WWDC machte. Es gab 140 Vorträge und 100 „hands-on labs“ für Entwickler. Über 1000 Apple-Entwickler waren vor Ort.
Im Rahmen der Keynote wurde der Mac Pro als Nachfolger des Power Mac G5 angekündigt, sowie neue Xserves vorgestellt. Damit wurden die letzten verbliebenen PowerPC-basierten Macs auf Intel-Prozessoren umgestellt.
Zudem wurde erstmals Mac OS X Leopard demonstriert und für das Frühjahr 2007 angekündigt. Zusätzlich zu den neuen Leopard-Features wurde eine größere Neuauflage des Mac OS X Server-Produkts angekündigt. Einige der neuen Features: ein vereinfachter Installationsprozess, „iCal Server“ (basiert auf dem CalDAV-Standard), „Apple Teams“, eine Sammlung webbasierter zusammenarbeitender Dienste, Spotlight Server und Podcast Producer.
Bühnengäste: (keine)

### WWDC 2007
Die WWDC 2007 war mit mehr als 5000 Besuchern die größte in Apples Geschichte. Die Mitgliederzahl der Apple Developer Connection stieg im Vergleich zum letzten Jahr um etwa 200.000 auf mehr als 950.000. Es gab 159 Sessions, 95 Hands-on-labs, und es waren 1200 Apple-Entwickler vor Ort.
In der Keynote wurden zunächst neue Spiele von Electronic Arts sowie eine neue Spieleentwicklungstechnologie von id Software für die Mac-Plattform angekündigt. Anschließend wurden zehn Schlüsselfeatures von Mac OS X Leopard gezeigt. Alle Entwickler bekamen, wie im Vorfeld bekanntgegeben, eine kostenlose Kopie der neuen Beta-Version ausgehändigt.
Als „One more thing…“ gab Steve Jobs bekannt, dass die neue Version 3.0 vom Webbrowser Apple Safari auf Windows portiert wird. Eine Beta-Version für Mac OS X, Windows XP und Windows Vista stand wenig später zum Herunterladen bereit.
Als „One last thing…“ wurde eine im Vorfeld diskutierte Möglichkeit vorgestellt, wie Entwickler eigene Software für das am 29. Juni in den USA erscheinende iPhone entwickeln können. Diese Anwendungen sollten als Webapplikationen mit standardisierten Techniken wie Ajax geschrieben werden und sich nahtlos mit den iPhone-Funktionen integrieren. Scott Forstall zeigte einige Demoapplikationen.
Bühnengäste:
- Paul Otellini, Intel
- Bing Gordon, Electronic Arts
- John Carmack, id Software

### WWDC 2008
Die WWDC 2008 fand vom 9. bis 13. Juni im Moscone Center in San Francisco statt. Erstmals war eine WWDC bereits im Vorfeld „ausverkauft“.
Auf der Keynote wurden das iPhone 3G, iPhone OS 2.0, sowie der Dienst MobileMe vorgestellt, der den .Mac-Service ersetzte.
Im Anschluss an die Keynote folgte ein Vortrag über Mac OS X Snow Leopard.

### WWDC 2009
Die WWDC 2009 fand vom 8. bis 12. Juni im Moscone Center in San Francisco statt. Zum zweiten Mal in Folge war sie bereits vor Beginn ausverkauft, in diesem Jahr sogar schon vor Ende des Frühbucherrabatts.
Kernthema der Konferenz war für iPhone-Entwickler die Version 3.0 des iPhone SDK und für Mac-Entwickler die vollständige 64-Bit-Architektur, die erweiterte Unterstützung bei der Entwicklung für Rechnern mit mehreren Prozessorkernen, die Nutzung des Grafikprozessor in Anwendungen sowie die neue Version von QuickTime.
Phillip Schiller stellte Mac OS X Snow Leopard und das neue iPhone 3GS vor, aktualisierte das MacBook Air und die MacBook- bzw. MacBook-Pro-Produktlinien.

### WWDC 2010
Die 21. WWDC fand vom 7. bis 11. Juni 2010 im Moscone Center in San Francisco statt. In der Keynote wurden das neue iPhone 4 und die neue Betriebssystemversion iOS 4, sowie Apple Safari 5 vorgestellt. Außerdem kamen die neuen Funktionen FaceTime und iMovie für das neue Gerät hinzu.
An der WWDC 2010 nahmen laut Apple mehr als 5200 Entwickler, Journalisten und andere Besucher aus 57 Ländern teil.

### WWDC 2011

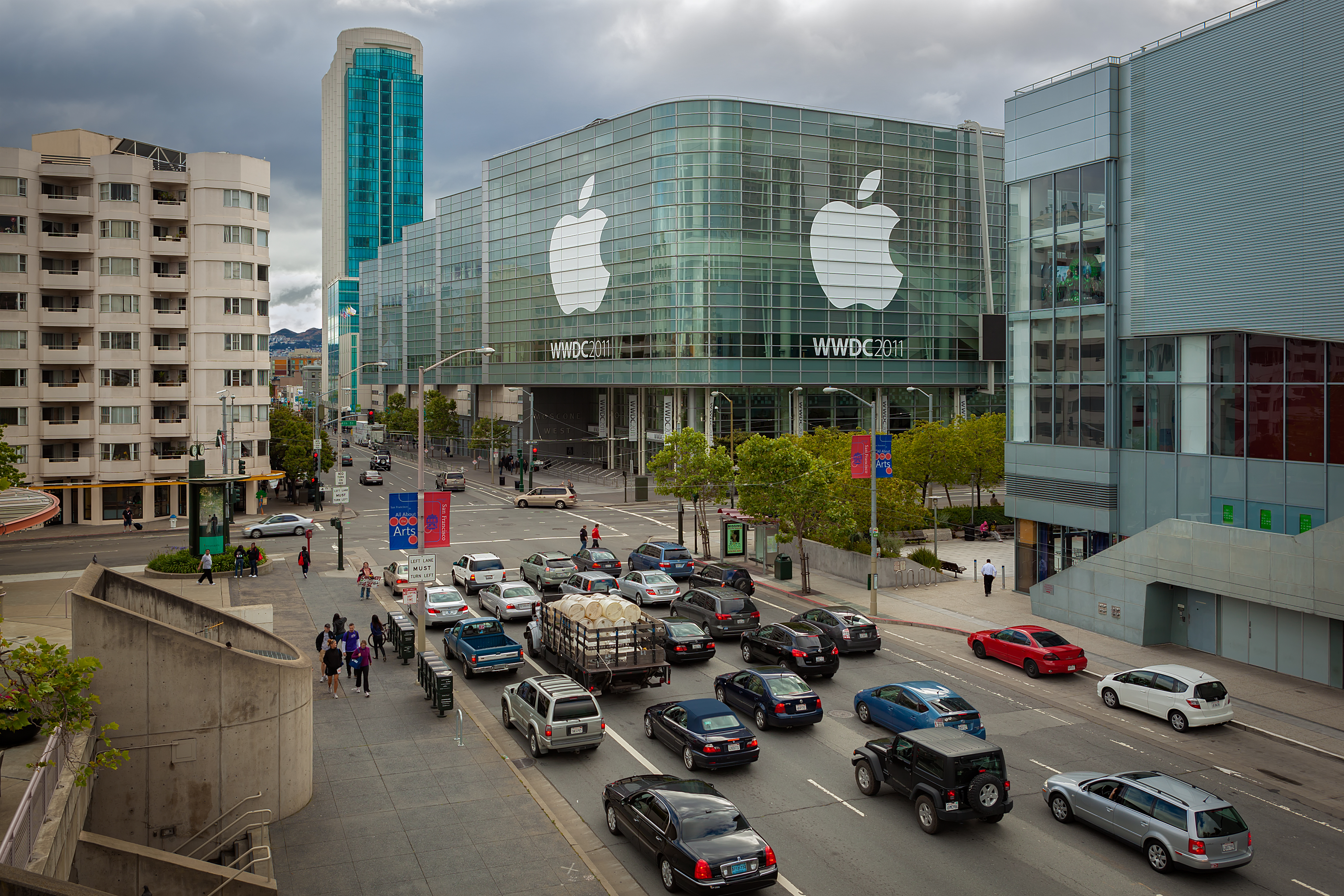
Moscone Center, 2011

Die 22. WWDC fand vom 6. bis 10. Juni 2011 im Moscone Center in San Francisco statt. Auf der Keynote wurden u. a. Mac OS X Lion, iOS 5 sowie iCloud vorgestellt. Die WWDC 2011 war in weniger als 10 Stunden ausgebucht. Es nahmen laut Apple wieder mehr als 5200 Besucher teil. Auf der WWDC 2011 hielt Steve Jobs seine letzte Keynote.

### WWDC 2012
Die 23. WWDC fand vom 11. bis 15. Juni 2012 im Moscone Center in San Francisco statt. Sie war binnen zwei Stunden ausgebucht. Auf der Keynote wurden u. a. OS X Mountain Lion, iOS 6 sowie das neue MacBook Air und das neue MacBook Pro mit Retina-Display vorgestellt.

### WWDC 2013

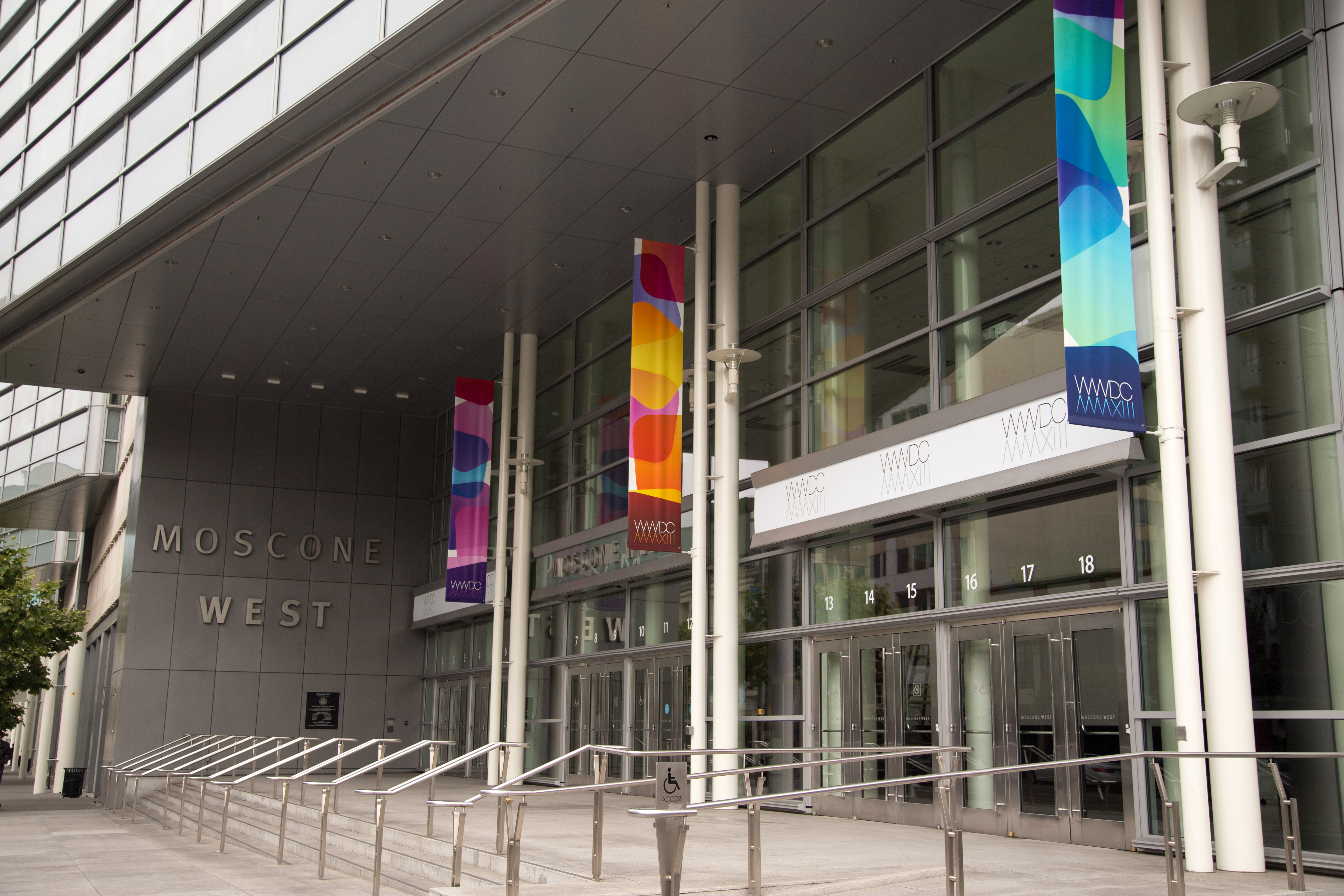
Moscone West zur WWDC 2013

Die 24. WWDC fand vom 10. bis 14. Juni 2013 im Moscone Center in San Francisco statt.
Die Tickets für das Event kosteten 1599 US-Dollar und waren binnen 71 Sekunden ausverkauft. Auf der Keynote wurden unter anderem iOS 7, OS X Mavericks, das neue MacBook Air und der neue Mac Pro vorgestellt.
Die aus 66 verschiedenen Ländern stammenden Teilnehmer der Konferenz erhielten zum Auftakt der Veranstaltung eine Softshell Jacke mit einer großen aufgestickten 13 auf der Rückseite und der aufgestickten Jahreszahl der Veranstaltung in der römischen Zahlschrift (MMXIII).

### WWDC 2014
Die 25. WWDC fand vom 2. bis 6. Juni 2014 im Moscone Center in San Francisco statt. Erstmals nutzte Apple zur Vergabe der Tickets unter den Entwicklern ein Losverfahren. Der Ticketpreis beläuft sich auf 1599 US-Dollar.
Auf der Keynote wurden unter anderen iOS 8, OS X Yosemite und Swift vorgestellt.

### WWDC 2015
Die 26. WWDC fand im Moscone Center in San Francisco statt. Auf der Keynote wurden OS X El Capitan, iOS 9, watchOS 2, Swift 2, Apple Music und weitere Neuerungen vorgestellt.

### WWDC 2016
Die 27. WWDC fand vom 13. bis 17. Juni in San Francisco statt. Die Veranstaltungen am ersten Konferenztag, sowie der Konferenz-Bash fanden im Bill Graham Civic Auditorium, die restlichen Veranstaltungen während der Konferenzzeit im Moscone Center statt. Auf der Keynote wurden macOS Sierra, iOS 10, watchOS 3, Swift 3 und weitere Neuerungen vorgestellt. Auf dem Bash traten DJ Qbert, sowie die Band Good Charlotte auf.

### WWDC 2017
Die 28. WWDC fand vom 5. bis 9. Juni statt. Dieses Mal wurde sie, das erste Mal seit 2002, in San Jose im The McEnery Convention Center ausgetragen. Die Keynote beinhaltete die Vorstellung der Betriebssysteme macOS High Sierra, iOS 11, watchOS 4, tvOS 11 und der Programmiersprache Swift 4. Zudem wurden MacBooks und MacBook Pro mit Kaby-Lake-Chips und verbesserte iMacs vorgestellt. Zudem fand hier die Vorankündigung des iMac Pro statt.

### WWDC 2018
Die 29. WWDC fand vom 4. bis 8. Juni 2018 statt. Wie schon im Vorjahr, wurde sie in San Jose im The McEnery Convention Center durchgeführt. Die Keynote beinhaltete die Vorstellung neuer Versionen der Betriebssysteme macOS Mojave, iOS 12, watchOS 5 und tvOS 12.
Für 2019 wurde angekündigt, dass macOS Programmbibliotheken enthalten wird, die es erlauben werden, Programme so zu entwickeln, dass sie unverändert sowohl auf iOS als auch auf macOS lauffähig sind.
Anders als in vorangegangenen Jahren wurde während der WWDC keine neue Hardware von Apple vorgestellt.

### WWDC 2019
Die 30. WWDC fand vom 3. bis 7. Juni 2019 wie in den Vorjahren im The McEnery Convention Center in San Jose statt. Auf der Keynote wurden die neuen Versionen der Betriebssysteme macOS Catalina, iOS 13, watchOS 6 und tvOS 13 vorgestellt. Außerdem wurde eine angepasste iOS-Version für das iPad unter dem Namen iPadOS vorgestellt, die unter anderem das Nutzen einer Maus sowie das Nutzen eines iPads als zweiten Bildschirm ermöglicht.
Daneben zeigte Apple das Project Catalyst, welches es ermöglicht, iOS-/iPadOS-Apps in kürzester Zeit an macOS anzupassen. So habe Twitter, Inc. die Twitter-App in nur eineinhalb Tagen entsprechend anpassen können. Apple verkündete auf der WWDC 2019, dass nach 18 Jahren mit macOS Catalina die Multimediasoftware iTunes verschwinden werde und deren bisheriges Portfolio in drei einzelnen Apps Apple TV, Apple Music und Apple Podcasts aufgeteilt wird. An Hardware wurden die 3. Generation des Mac Pros und der Nachfolger des Apple Thunderbolt Displays, das Apple Pro Display XDR, für diesen Herbst angekündigt.

### WWDC 2020
Apple hat am 13. März 2020 in einer Pressemitteilung einige Änderungen an der WWDC 2020 angekündigt. Sie war nur online als Stream verfügbar und wurde ohne Publikum ausgetragen. Als Grund wurde die andauernde COVID-19-Pandemie genannt. Auf der Keynote vom 22. Juni 2020 wurden Änderungen an Apples Betriebssystemen (iOS 14, iPadOS 14, tvOS 14, watchOS 7, macOS Big Sur) der Öffentlichkeit präsentiert sowie der Umstieg auf eigene Prozessoren für den Mac angekündigt.

### WWDC 2021
Die WWDC 2021 fand wegen der COVID-19-Pandemie erneut rein virtuell und kostenlos statt. Auf der Keynote vom 7. Juni 2021 wurden Änderungen an Apples Betriebssystemen (iOS 15, iPadOS 15, tvOS 15, watchOS 8, macOS Monterey) der Öffentlichkeit präsentiert.

### WWDC 2022
Die 33. WWDC fand am 6. bis 10. Juni 2022 komplett online und kostenlos statt. Anders als in den zwei Jahren zuvor waren aber auch wieder Entwickler vor Ort im Apple Park anwesend, welche die vorab aufgezeichnete Keynote sahen. In der Keynote am 6. Juni wurden die neuesten Softwareversionen iOS 16, iPadOS 16, tvOS 16, macOS 13 und watchOS 9 vorgestellt. Auch wurden das neueste Modell des MacBook Air und MacBook Pro 13" mit dem Apple Silicon der zweiten Generation, dem M2-Chip, vorgestellt. Für Entwickler wurden Xcode 14.0 und Swift 5.7 freigegeben.

### WWDC 2023
Die WWDC 2023 vom 5. bis 9. Juni 2023 fand im Apple Park statt. In der Keynote wurden die neuesten Versionen für Apples Betriebssysteme iOS 17, iPadOS 17, tvOS 17, macOS Sonoma und watchOS 10 vorgestellt. Auch neue Hardware wurde angekündigt. Ein neues MacBook Air im 15-Zoll-Format, der Mac Studio und der Mac Pro bekommen die Apple M2-Chips. Zudem kündigte Apple mit dem Apple Vision Pro ein Mixed-Reality-Headset an. Letzteres dauerte ungefähr die Hälfte des Events.

### WWDC 2024
Die WWDC 2024 wurde vom 10. bis 14. Juni 2024 im Apple Park abgehalten. Zu Beginn wurden vor Ort und per Livestream iOS 18, iPadOS 18, tvOS18, macOS Sequoia, watchOS 11 und visionOS 2 vorgestellt. Es wurde eine Ausweitung des Vision Pro-Verkaufs schrittweise in Festlandchina, Hongkong, Japan und Singapur, darauf auch in Australien, Deutschland, Frankreich, Großbritannien und Kanada bekanntgegeben. Es folgte eine Ankündigung für Apples hauseigene Künstliche Intellegenz namens Apple Intelligence, kurz AI, als Erweiterung für Siri und eine Kooperation mit OpenAI zur Nutzung von ChatGPT 4o. Letztere Vorstellung von Künstlicher Intelligenz dauerte ungefähr die Hälfte des Events.

### WWDC 2025
Die WWDC 2025 wurde vom 9. bis 13. Juni 2025 im Apple Park abgehalten. Es wurde iOS 26, iPadOS 26, tvOS 26, macOS Tahoe, watchOS 26 und visionOS 26 vorgestellt.